# Зірніс Ян Петрович
Зірніс Ян Петрович (латис. Jānis Zirnis; 25 червня 1894 — 26 лютого 1939) — співробітник ЧК-ОГПУ-НКВД СРСР, комісар державної безпеки 3-го рангу (1935). Заступник начальника Головного управління шосейних доріг НКВС СРСР.

## Ранні роки
Народився в латиській сім'ї селянина-наймита. У 1909—1911 навчався в 4-класному міському училищі міста Вольмара. Учасник революційного руху. У серпні 1914 року заарештований царською охранкою і засланий в Наримський край. У царській армії рядовий дисциплінарного батальйону 32-го Сибірського стрілецького полку в Томську, з 1916 по 1917 на фронтах Першої світової війни. Після Лютневої революції повернувся до Латвії, голова Виконавчого комітету Вольмарської міської, повітової Ради. Після Жовтневого перевороту боєць Латиського стрілецького полку. Був на підпільній роботі в Ризі та Вольмарі, арештований, засуджений латиською владою до розстрілу, перебував у камері смертників, звільнений напередодні виконання вироку наступаючими на Ригу частинами РСЧА.

## ВЧК-ОГПУ-НКВД
З 1918 року в ВЧК. Служив в особливих відділах 5-ї, 11-ї, 27-ї стрілецьких дивізій, 15-ї армії, брав участь у боях на Західному фронті проти військ Юденича і польської армії (1919—1920), в придушенні повстань у Вітебській і Смоленській губерніях (1923), як співробітник Вітебського губернського відділу ОДПУ. У 1926—1929 очолював особливий відділ по ЗахВО і Смоленський губернський відділ ОГПУ, в 1929—1930 був повпредом ОДПУ по БВО, в 1930—1934 повпредом ОДПУ по Східно-Сибірському краю, в 1934—1936 начальник УНКВД по Східно-Сибірському краю. Начальник особливого відділу НКВС по ЗабВО (1935—1936). У 1936—1937 заступник начальника Головного управління шосейних доріг НКВС СРСР.
Заарештований 1 серпня 1937. Розстріляний 26 лютого 1939 в день винесення вироку ВКВС СРСР за звинуваченням у підготовці терористичних актів та участі у контрреволюційній організації.
1956 року посмертно реабілітований за відсутністю складу злочину.